# Sanitubius anatolicus
Sanitubius anatolicus là một chi đơn loài nhện trong họ Gnaphosidae. Chúng được mô tả đầu tiên bởi T. Kamura năm 2001, và chỉ tìm thấy ở Trung Quốc, Hàn Quốc, và Nhật Bản.